# Num Filme Sempre Pop
Num Filme Sempre Pop - O Melhor dos Ban é uma colectânea da banda portuguesa Ban. 
 Recebeu o nome do primeiro tema do primeiro álbum do grupo. Foi lançada em 1994 pela editora EMI e contém 14 faixas.

 
Do álbum de estreia de 1988, Surrealizar, foram incluídos 4 temas : "Irreal Social", "Num Filme Sempre Pop", "Encontro com Mr. Hyde" e "Um Espelho Riu"

 
O segundo álbum,Música Concreta, de 1989, é o mais representado, tendo sido incluídos 6 temas: "Dias Atlânticos", "Desnexos (Essenciais)", "Excesso, aqui", "Entre o Nada e o Nada", "Euforia" e "Suave".

 
Por fim , do álbum Mundo de Aventuras, foram retirados 4 temas: "Mundo De Aventuras", "Rosa, Flor", "Segredo" ou "Euforia" e "Pá-rá-rá".

## Faixas
1. "Irreal Social" 4:37
2. "Encontro Com Mr. Hyde" 4:15
3. "Mundo De Aventuras" 4:23
4. "Dias Atlânticos" 3:32
5. "Um Espelho Riu" 5:15
6. "Desnexos (Essenciais)" 5:06
7. "Rosa, Flor" 3:51
8. "Segredo" 3:46
9. "Excesso, Aqui" 4:46
10. "Entre O Nada E O Nada" 4:23
11. "Euforia" 4:28
12. "Suave" 4:25
13. "Pá-Rá-Rá" 3:39
14. "Num Filme Sempre Pop" 6:23